# Leucochrysa varia
Leucochrysa varia är en insektsart som först beskrevs av Schneider 1851.  Leucochrysa varia ingår i släktet Leucochrysa och familjen guldögonsländor. Inga underarter finns listade i Catalogue of Life.